# Marco de Trabajo Zachman
El Marco de Trabajo Zachman es un marco de trabajo (framework) de Arquitecturas empresariales creado por John A. Zachman en 1984 y publicado por primera vez en el IBM Systems Journal en 1987. Es uno de los marcos de trabajo más antiguos y de mayor difusión en la actualidad.

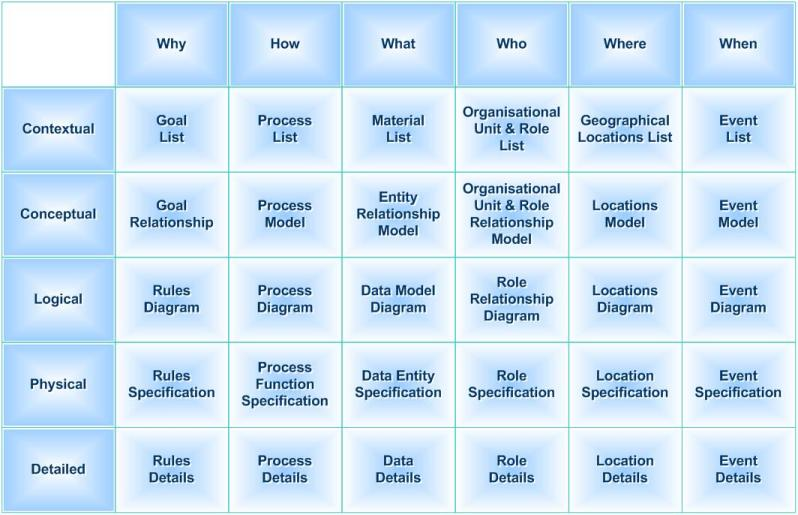
El Framework Zachman

John A. Zachman, creador del Framework, define al mismo como un proyecto, que nace de la intersección de dos clasificaciones que históricamente se han utilizado por miles de años. Siendo la primera de éstas clasificaciones las preguntas consideradas como primitivas dentro de la comunicación: ¿Qué?, ¿Cómo?, ¿Cuándo?, ¿Quién?, ¿Dónde? y ¿Por qué? Puesto a que las respuestas a estas interrogantes facilita la elaboración de una descripción completa y comprensible de ideas complejas. La segunda de estas clasificaciones es derivada del concepto de filosófico de cosificación, la transformación de una idea abstracta en una instanciación, mediante una serie de pasos marcados como: Identificación, Definición, Representación, Especificación, Configuración e Instalación.
La razón del empleo de esta forma de clasificación fue que ambas clasificaciones se utilizan de una manera empírica para las representaciones descriptivas (arquitecturas) de edificios, aviones u otros productos comerciales de gran complejidad; de tal forma se asegura que este Framework es la estructura fundamental de una Arquitectura Empresarial, ya que contiene un set de representaciones relevantes para la descripción de una Arquitectura.
De una forma específica podemos decir que este Framework es una ontología, una teoría que establece la existencia de un conjunto estructurado de componentes esenciales para un objeto en el cual las expresiones explícitas de éstas son básicas e incluso obligatorias para la creación, operación y cambios de los mismos.
Zachman no es una metodología para la creación de la implementación (o instanciación) del objeto en cuestión sino la ontología para la descripción del objeto; por el contrario, una metodología es una descripción para la elaboración de un proceso.
El Framework de Zachman describe un modelo integral de la infraestructura de la información de la empresa desde seis perspectivas: planificador, propietario, diseñador, constructor, subcontratistas, y el sistema de trabajo. No hay ninguna orientación sobre la secuencia, proceso o aplicación del marco. La atención se centra en garantizar que todos los aspectos de una empresa están bien organizados y muestra relaciones claras que garanticen un sistema completo, independientemente del orden en el que están establecidos.

## Principios Fundamentales
Los principios fundamentales que guían la aplicación del Framework de Zachman incluyen los siguientes aspectos:
1. Un sistema completo que puede ser modelado por representación de las respuestas a las siguientes preguntas: ¿Por qué, quién, qué, cómo, dónde y cuándo?
2. Los seis puntos de vista de captura de todos los modelos críticos para el desarrollo del sistema.
3. Las restricciones para cada perspectiva son aditivos; las de una fila inferior se suman a los de las filas de arriba para ofrecer un creciente número de restricciones.
4. Las columnas representan abstracciones diferentes en un esfuerzo por reducir la complejidad de un modelo único que se construyen.
5. Las columnas no tienen ningún orden.
6. El modelo de cada columna debe ser único.
7. Cada fila representa una perspectiva única.
8. Cada celda es única.
9. La lógica inherente es recursiva.

## Estructura
El Marco de Zachman tiene la intención de facilitar la comprensión de cualquier aspecto particular de un sistema en cualquier punto de su desarrollo. La herramienta puede ser útil en la toma de decisiones sobre los cambios o ampliaciones.
El marco Zachman ofrece una visión estática de todos los elementos que intervienen en los sistemas de información. No define los procesos para pasar de una existente (como está) la situación a un futuro (a ser) del estado y tampoco define una organización para apoyar tales procesos.
La descripción de las filas es la siguiente:
1. Objetivo (Planificador): Corresponde a un resumen ejecutivo de un planificador que quiere una estimación del tamaño, costo y la funcionalidad del sistema. Además el planificador se ocupa del contexto de la empresa, de su entorno competitivo, de las fuerzas internas y externas que influyen en su competitividad, del posicionamiento de sus productos y servicios, que lo obligan a especificar sus alcances a largo plazo; esta perspectiva cubre los componentes del nivel estratégico
2. El modelo de negocio (Dueño): Muestra todas las entidades y procesos de negocio, y cómo interactúan. Aquí se relaciona el Dueño, este se interesa en la operación del negocio, para lo cual requiere del modelado de la empresa mediante modelos de procesos, de flujos de trabajo, de logística empresarial, de modelos semánticos y de planes de negocio que le permitan controlar la operación de la empresa; esta perspectiva se centra en el proceso de negocio, por lo que constituye en buena medida el nivel de procesos.
3. El modelo del sistema (Diseñador): es usado por un analista de sistemas que deben determinar los elementos de datos y funciones de software que representan el modelo de negocio. Tiene que ver con la especificación de los planos conceptuales de los sistemas de información que se requieren para soportar la operación de los procesos.
4. Modelo tecnológico (Constructor): Considera las limitaciones de las herramientas, la tecnología y los materiales. El Constructor se encarga del ensamblado y fabricación de los diversos componentes de los sistemas de información de acuerdo con las restricciones de la tecnología utilizada
5. Componentes o representaciones detalladas (Programador): Representación individual de los módulos independientes que pueden ser asignados a los contratistas para la ejecución de tareas. El programador trabaja en la fabricación de los componentes de acuerdo con las especificaciones del constructor. Las perspectivas del diseñador, constructor y programador se ubican claramente en el nivel de sistemas de información.
6. Sistema de trabajo: muestra el sistema operativo.

La descripción de las Columnas es la siguiente:
1. Personas (Quién): Representa las relaciones de las personas dentro de la empresa. El diseño de la organización empresarial tiene que ver con la asignación de trabajo y la estructura de autoridad y responsabilidad. La dimensión vertical representa la delegación de autoridad, y la horizontal representa la asignación de la responsabilidad.
2. Tiempo (Cuándo): representa el tiempo, o el caso de las relaciones que establecen los criterios de rendimiento y los niveles cuantitativos de los recursos de la empresa. Esto es útil para diseñar el programa maestro, la arquitectura de procesamiento, arquitectura de control, y dispositivos de sincronización.
3. Motivación (Por qué): describe las motivaciones de la empresa. Esto pone de manifiesto los objetivos de la empresa y los objetivos, plan de negocios, la arquitectura del conocimiento, y el diseño de los conocimientos.
4. Data (Qué): Describe las entidades involucradas en cada punto de vista de la empresa. Los ejemplos incluyen los objetos de negocio, datos del sistema, las tablas relacionales, las definiciones de campo.
5. Función (Cómo): Muestra las funciones dentro de cada perspectiva. Incluyen procesos de negocio, la función de la aplicación de software, la función del hardware del equipo, y lazo de control del lenguaje.
6. Red (Dónde): Muestra las localizaciones y las interconexiones dentro de la empresa. Esto incluye lugares geográficos empresariales importantes, secciones separadas dentro de una red logística, la asignación de los nodos del sistema, o incluso las direcciones de memoria dentro del sistema.

## Historia y Evolución
El Framework ha pasado por una serie de etapas de evolución que lo han llevado a ser lo que es actualmente. Dado que la evolución de este framework ha sido bastante extensa haremos una síntesis de la misma, sin embargo, podemos destacar que los autores de Zachman nos dicen, que si bien el gráfico del Framework ha pasado por una serie de refinamientos y “versiones” el corazón y sentido del mismo no ha cambiado.
A lo largo de la historia del Framework las 8 versiones de Zachman han sido lanzadas en los siguientes años:
- 1984
- 1987
- 1992
- 1993
- 2001
- 2002
- 2003
- 2011

Lo que ha cambiado a lo largo de esta evolución es:
- Nombres de las Columnas: Interrogantes de comunicación y Manifestaciones Empresariales.
- Nombres de las Filas: Roles de Contribuidores a la audiencia.
- Nombres de las Celdas
- La fila 6: Adición de instanciaciones y ejemplos.
- El meta modelo relaciona cada fila con la fila 6 para trazabilidad y alineamiento
- Nombres de las Meta Entidades: Más precisos y más orientados a negocio.
- Gráficos de los iconos de las celdas tienen ahora ejemplos.
- Fila 1: Las Meta entidades son nombres comunes (Nombres de las columnas).
- Objetivos del modelado por fila.
- No se utilizan adjetivos.
- Integraciones horizontales son explicadas por medio de ejemplos con líneas que conectan las celdas de los modelos.
- Transformaciones verticales son indicadas por flechas entre las filas.
- Los nombres de filas y columnas han sido refinados para explicar con mayor precisión su significado.

Lo que no ha cambiado a lo largo de esta evolución es:
- La teoría del Framework: Todas las representaciones descriptivas pueden ser realizadas en términos de “objetos y relaciones”
- La lógica del Framework: El esquema bidimensional del framework.
- Cada intersección (celda) es una única e independiente variable (clase y abstracción) una estructura formalizada, un hecho en una celda.
- El contexto de la celda define el significado de las palabras del modelo de la empresa.
- El esquema bidimensional se representa como una matriz.
- Cada celda tiene dos meta entidades el “objeto” y la “representación”
- Búsqueda de completitud y comprensión.